# Accra Hearts of Oak
Die Accra Hearts of Oak Sporting Club Limited, kurz Hearts of Oak SC oder Hearts of Oak, ist ein Fußballverein aus der ghanaischen Hauptstadt Accra. Er wurde am 11. November 1911 gegründet und ist heute der älteste Fußballverein der Stadt. Seit 1956 gewann Hearts of Oak insgesamt einundzwanzig mal die ghanaische Meisterschaft und ist damit hinter dem Erzrivalen Asante Kotoko die erfolgreichste Mannschaft des Landes. Im Jahr 2000 gewann der Verein erstmals die CAF Champions League, nachdem man 1977 und 1979 jeweils im Finale des Wettbewerbs unterlegen war.

## Geschichte
Der Accra Hearts of Oak Sporting Club wurde am 11. November 1911 als dritter Fußballverein nach Excelsior (1903) und Invincibles (1910) in Accra gegründet.
Inzwischen ist Hearts of Oak der älteste verbliebene Verein Ghanas.
Als 1922 die Accra Football League geschaffen wurde, war Hearts of Oak eines der Gründungsmitglieder. Von den zwölf Spielzeiten, die ausgetragen wurden, beendete der Verein sechs als Führender.
In der seit 1956 bestehenden Ghana Premier League konnte man bisher 20 Meisterschaften feiern und vor allem 1997 bis 2002 mit 6 Meisterschaften in Folge Maßstäbe setzen.
Im August 2009 verkündete der Vorstand der Accra Hearts of Oak, dass der Club im ersten Quartal des kommenden Jahres an die Börse gehen wird. Der Lead Manager für den Börsengang, der schließlich im dritten Quartal 2010 erfolgte, war Strategic African Securities Ltd. Accra Hearts of Oak ist der erste Fußballverein in Afrika, der an einer Börse notiert ist. 
Allerdings floppte der Börsengang erschreckend und stürzte den Verein zum 100. Jubiläum in eine Krise, der auch eine sportliche Talfahrt folgte. 
Seit dem gescheiterten Börsengang hat der ewige Konkurrent Asante Kotoko die alleinige Vormachtstellung in der Liga übernommen und Hearts of Oak als ghanaischen Rekordmeister abgelöst.

## Unglück
Am 9. Mai 2001 kam es bei einem Spiel zwischen Hearts of Oak und Asante Kotoko zur bisher größten Tragödie im afrikanischen Fußball, bei der 126 Todesopfer zu beklagen waren. Beim Stande von 2:1 für die Hearts of Oak begannen Anhänger von Asante Kotoko die Sitze im Stadion aus den Verankerungen zu reißen. Die Polizei reagierte, indem sie Tränengas gegen die Hooligans einsetzte. Untersuchungen ergaben, dass die Tore zum Spielfeld verschlossen waren, daher wurden in der aufkommenden Panik die Fans gegen den Zaun gedrückt.

## Erfolge

### National
- Meisterschaft (21)
  - 1956, 1958, 1962, 1971, 1973, 1976, 1978, 1979, 1984, 1985, 1990, 1997, 1998, 1999, 2000, 2001, 2002, 2005, 2007, 2009, 2021
- Ghanaischer Pokal (12)
  - Sieger: 1973, 1974, 1979, 1981, 1989, 1993/94, 1995/96, 1999, 2000, 2021, 2022
  - Finalist: 1958, 1960, 1990, 1995
- Ghana Super Cup (3)
  - Sieger: 1998, 1999, 2021

### International
- CAF Champions League (1)
  - Sieger: 2000
  - Finalist: 1977, 1979
- CAF Confederation Cup (1)
  - Sieger 2004
- CAF Super Cup (1)
  - Sieger: 2001
  - Finalist: 2004

## Spieler
- Christian Saba (bis 1995) Jugend,
- Anthony Tieku (1992–1995)
- Stephen Appiah (1995–1997)
- Prince Tagoe (2005)
- Anthony Annan (2005–2007)
- Peter Ofori-Quaye (2009–2010)

## Trainer
- Ernst Middendorp (2004)
- Charles Akonnor (2012)